# جمعية مرشدات تنزانيا
جمعية مرشدات تنزانيا هي المنظمة الإرشادية الوطنية في تنزانيا. بدأت حركة المرشدات في أول تنجانيقا عام 1928 ولقد أصبحت المنظمة عضوا كامل العضوية في الرابطة العالمية للمرشدات وفتيات الكشافة في عام 1963. المنظمة للفتيات فقط وتضم حوالي 17233 عضوة (اعتبارا من 2003).